# Juncus xiphioides
Juncus xiphioides är en tågväxtart som beskrevs av Ernst Meyer. Juncus xiphioides ingår i släktet tåg, och familjen tågväxter. Inga underarter finns listade i Catalogue of Life.

## Bildgalleri

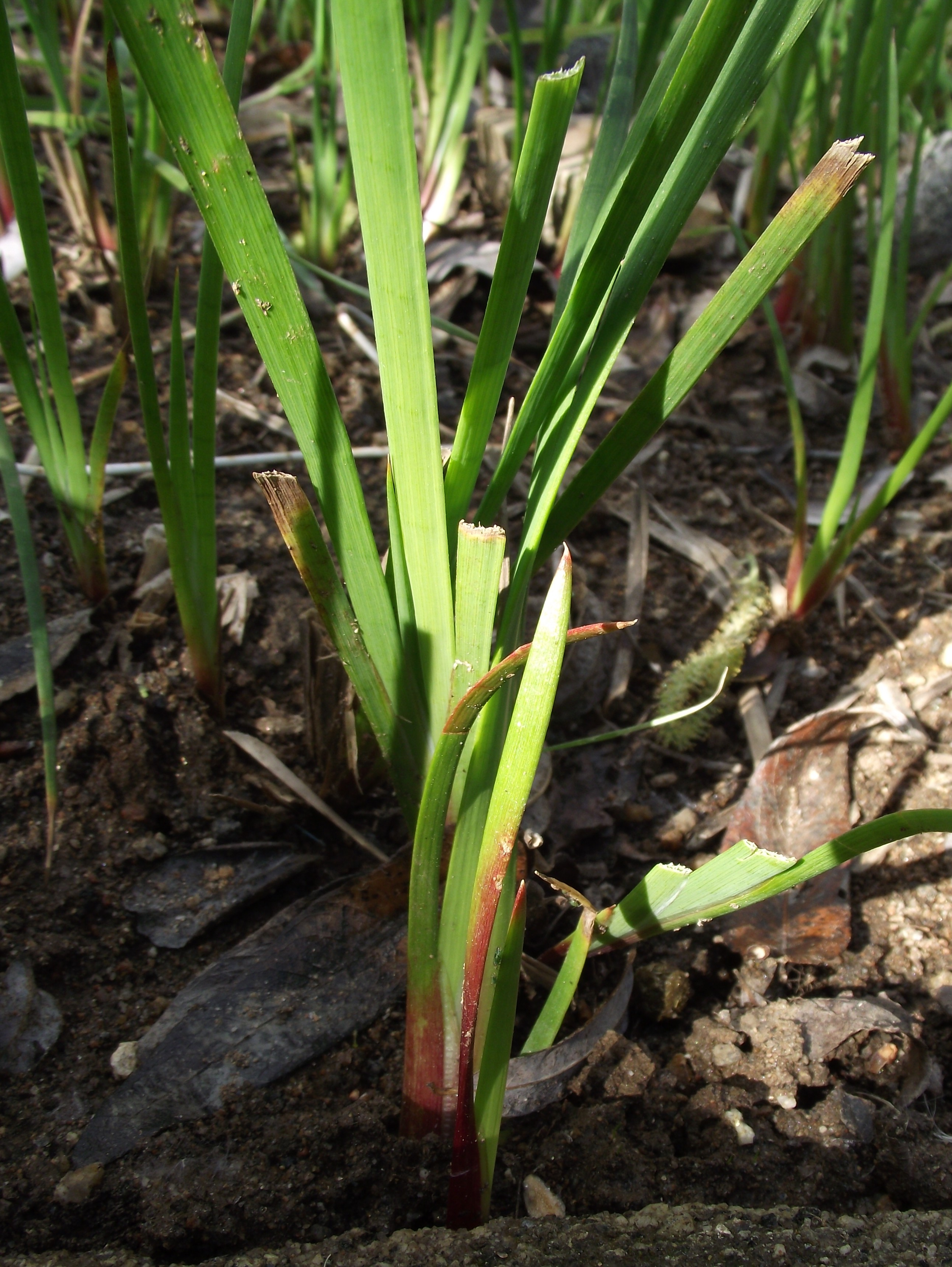
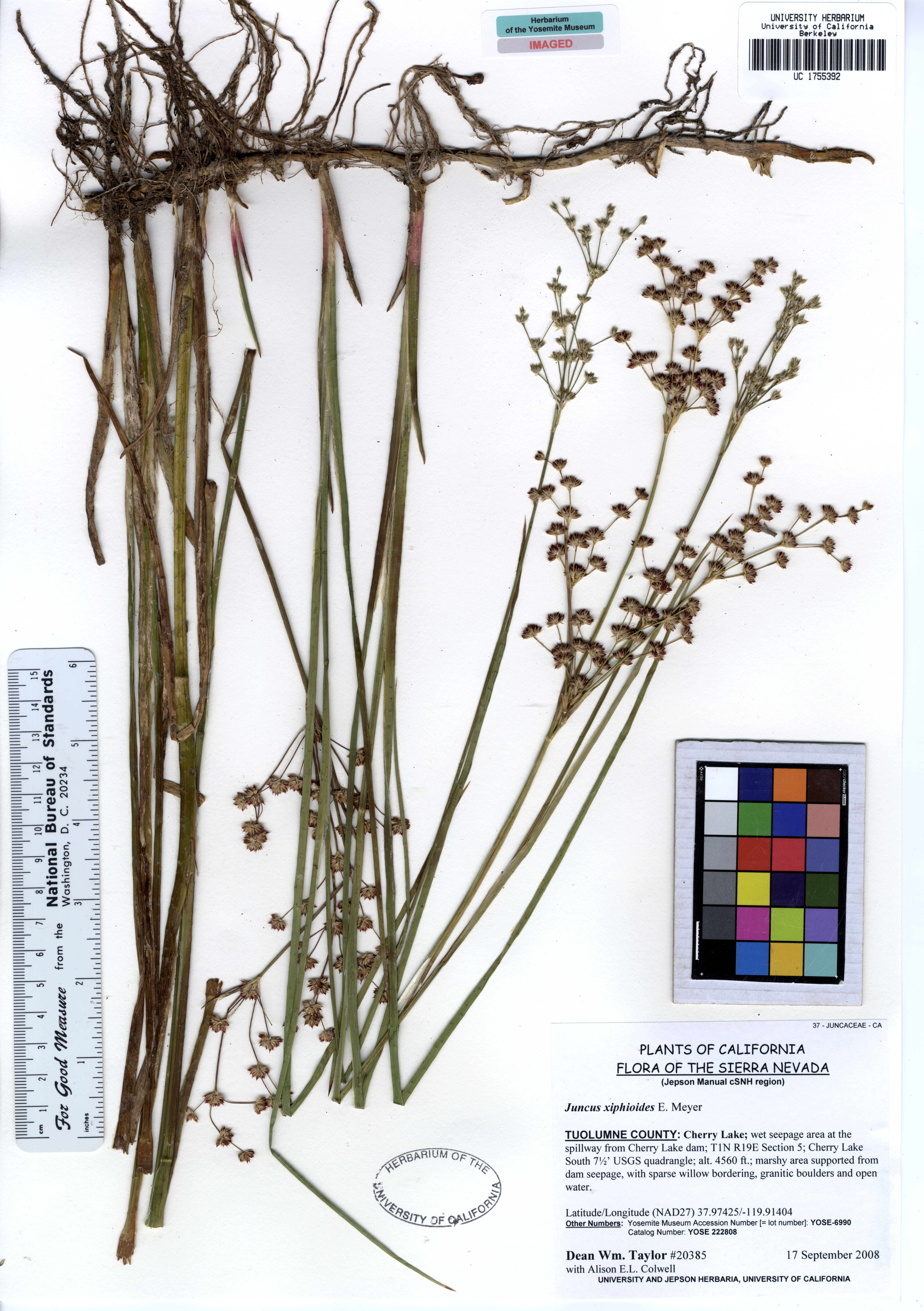